# Hoa hậu Chuyển giới Quốc tế 2012
Hoa hậu Chuyển giới Quốc tế 2012 là cuộc thi Hoa hậu Chuyển giới Quốc tế lần thứ 8 được tổ chức tại Pattaya, Thái Lan vào ngày 2 tháng 11 năm 2012. Hoa hậu Chuyển giới Quốc tế 2011 - Sirapassorn Atthayakorn đến từ Thái Lan đã trao lại vương miện cho người kế nhiệm, cô Kevin Balot đến từ Philippines

## Kết quả
| Kết quả                          | Thí sinh |
| -------------------------------- | --- |
| Hoa hậu Chuyển giới Quốc tế 2012 | - #03 Philippines – Kevin Roxas Balot |
| Á hậu 1                          | - #11 Brazil – Jessika Simões |
| Á hậu 2                          | - #08 Thái Lan – Panvilas Mongkol |
| Top 10                           | - #18 Philippines – Michelle Montecarlo - #09 Philippines – Miriam Jimenez - #07 Angola – Imanni De Silva - #12 Nhật Bản – Tukishima Beni - #16 Brazil – Bianca Gold - #14 Guam – Matrica Mae Centino - #22 Hoa Kỳ – Sunny Dee Lite |

## Các giải thưởng phụ
| Giải thưởng                 | Thí sinh                              |
| --------------------------- | ------------------------------------- |
| Trang phục Dân tộc đẹp nhất | - #17 Nhật Bản – Yuki Tachibana       |
| Hoa hậu Thân thiện          | - #05 Venezuela – Noa Herrera         |
| Hoa hậu Ảnh                 | - #03 Philippines – Kevin Roxas Balot |
| Trang phục Dạ hội đẹp nhất  | - #22 Hoa Kỳ – Sunny Dee Lite         |
| Hoa hậu Tài năng            | - #12 Nhật Bản – Tukishima Beni       |
| Miss Rippley's Popular Vote | - #21 Philippines – Stefania Cruz     |
| Hoa hậu có làn da hoàn hảo  | - #14 Guam – Matrica Mae Centino      |
| Trang phục Áo tấm đẹp nhất  | - #09 Philippines – Miriam Jimenez    |

### Hoa hậu Tài năng
| Kết quả     | Thí sinh                         |
| ----------- | -------------------------------- |
| Chiến thắng | - #12 Nhật Bản – Tukishima Beni  |
| Á hậu 1     | - #07 Angola – Imanni De Silva   |
| Á hậu 2     | - #14 Guam – Matrica Mae Centino |

## Thí sinh
| Số báo danh | Quốc gia         | Thí sinh                           |
| ----------- | ---------------- | ---------------------------------- |
| 01          | Singapore        | Marla Vera                         |
| 02          | Nga              | Veronika Svetlova                  |
| 03          | Philippines      | Kevin Roxas Balot                  |
| 04          | Hoa Kỳ           | Bella Cruz                         |
| 05          | Venezuela        | Noa Herrera                        |
| 06          | Thổ Nhĩ Kỳ       | Deniz                              |
| 07          | Angola           | Imanni De Silva                    |
| 08          | Thái Lan         | Panvilas Mongkol                   |
| 09          | Philippines      | Miriam Jimenez                     |
| 10          | Nicaragua        | Berdien Lavyeska Diedrish Blandino |
| 11          | Brazil           | Jessika Simões                     |
| 12          | Nhật Bản         | Tukishima Beni                     |
| 13          | Tây Ban Nha      | Nikki Normanson Mascenon           |
| 14          | Guam             | Matrica Mae Centino                |
| 15          | Indonesia        | Leha Angel Lelga                   |
| 16          | Brazil           | Bianca Gold                        |
| 17          | Nhật Bản         | Yuki Tachibana                     |
| 18          | Philippines      | Michelle Montecarlo                |
| 19          | Mexico           | Morgana                            |
| 20          | Romania          | Tanja                              |
| 21          | Philippines      | Stefania Cruz                      |
| 22          | Hoa Kỳ           | Sunny Dee Lite                     |
| 23          | French Polynesia | Feleu Myroina                      |
| 24          | Hoa Kỳ           | Mokha Montrese                     |
| 25          | Indonesia        | Dewi Fortuna                       |